# Клятва (польская патриотическая песня)
Клятва (пол. Rota) — патриотическая антинемецкая польская песня.
Стихотворение «Клятва» было написано Марией Конопницкой в 1908 году в Тешинской Силезии в связи с германизацией польского населения Пруссии. Впервые опубликовано в том же году в «Тешинской звёздочке» (пол. Gwiazdka Cieszyńska) (№ 90 от 7 ноября). В середине ноября 1908 года стихотворение было переиздано в краковском ежемесячнике «Przedownica».
Музыку на стихи Марии Конопницкой написал Феликс Нововейский.
Впервые «Клятва» была публично спета во время патриотической демонстрации в Кракове 15 июля 1910 года, посвящённой 500-летию польско-литовской победы над тевтонскими рыцарями в Грюнвальдской битве. Песня быстро стала популярной во всей разделённой Польше. До 1918 года «Клятва» была гимном польского скаутского движения. Правительство после 1926 года во главе с Юзефом Пилсудским рассматривало несколько различных стихотворений для национального гимна.

## Рота в качестве гимна
После обретения Польшей независимости «Клятва» наряду с «Мазуркой Домбровского» рассматривалась в качестве государственного гимна.
«Клятва» была гимном Срединной Литвы.
«Клятва» является гимном Польской крестьянской партии и Лиги польских семей.

## В культуре
- 11 ноября 1939 года, в день Независимости Польши группа харцеров в местечке Зелёнка вывесила 15 самодельных плакатов со словами песни, что привело к карательным актам оккупантов, расстрелявшим 6 человек.
- Этим событиям посвящён польский фильм 2008 года «11 ноября» (пол. 11 listopada).